# Rúa General Canabarro
La Rúa General Canabarro es una rúa ubicada en el centro histórico de la ciudad de Porto Alegre, Brasil. Inicia en la rúa Siqueira Campos y termina en la rúa Duque de Caxias. En esta rúa se ubica el histórico Solar del Conde de Porto Alegre que fue declarado patrimonio histórico en 1998 y es actualmente la sede del departamento gaúcho del Instituto de Arquitectos de Brasil.

## Historia
La actual rúa General Canabarro abarca lo que era la antigua rúa General Cipriano Ferreira. La calle fue conocida como Beco do Pedro Mandinga y rúa do Conde de Porto Alegre, así como rúa dos Quartéis. Por resolución de 28 de agosto de 1879, los concejales cambiaron su nombre por el actual, en honor del militar gaúcho David Canabarro.
En la esquina de la rúa General Canabarro y la rúa dos Andradas, comenzó la revolución promovida por la Alianza Liberal el 3 de octubre de 1930 cuando dirigieron un ataque sorpresa contra el cuartel general de la 3ª Región Militar.